# První vláda Jana Malypetra
První vláda Jana Malypetra existovala od 29. října 1932 do 14. února 1934. Jednalo se o vládu tzv. široké koalice a v pořadí o 12. československou vládu období první republiky.

## Složení vlády
| Strana                      | Strana                                                  | Portfej                                           | Ministr        | Nástup do úřadu   | Odchod z úřadu |
| --------------------------- | ------------------------------------------------------- | ------------------------------------------------- | -------------- | ----------------- | -------------- |
|                             | Republikánská strana zemědělského a malorolnického lidu | Ministerský předseda                              | Jan Malypetr   | 29. října 1932    | 14. února 1934 |
| Ministr pro zásobování lidu | Republikánská strana zemědělského a malorolnického lidu | Jan Malypetr (správce)                            | 29. října 1932 | 12. července 1933 |                |
| Ministr národní obrany      | Republikánská strana zemědělského a malorolnického lidu | Bohumír Bradáč                                    | 29. října 1932 | 14. února 1934    |                |
| Ministr zemědělství         | Republikánská strana zemědělského a malorolnického lidu | Milan Hodža                                       | 29. října 1932 | 14. února 1934    |                |
|                             | Československá sociálně demokratická strana dělnická    | Ministr školství a národní osvěty                 | Ivan Dérer     | 29. října 1932    | 14. února 1934 |
| Ministr spravedlnosti       | Československá sociálně demokratická strana dělnická    | Alfréd Meissner                                   | 29. října 1932 | 14. února 1934    |                |
| Ministr železnic            | Československá sociálně demokratická strana dělnická    | Rudolf Bechyně                                    | 29. října 1932 | 14. února 1934    |                |
|                             | Československá strana národně socialistická             | Ministr zahraničních věcí                         | Edvard Beneš   | 29. října 1932    | 14. února 1934 |
| Ministr pošt a telegrafů    | Československá strana národně socialistická             | Emil Franke                                       | 29. října 1932 | 14. února 1934    |                |
|                             | Československá strana lidová                            | Ministr veřejných prací                           | Jan Dostálek   | 29. října 1932    | 14. února 1934 |
| Ministr unifikací           | Československá strana lidová                            | Jan Šrámek                                        | 29. října 1932 | 14. února 1934    |                |
|                             | Československá národní demokracie                       | Ministr průmyslu, obchodu a živností              | Josef Matoušek | 29. října 1932    | 14. února 1934 |
|                             | Německá sociálně demokratická strana dělnická v ČSR     | Ministr sociální péče                             | Ludwig Czech   | 29. října 1932    | 14. února 1934 |
|                             | Německý svaz zemědělců a venkovských živností           | Ministr veřejného zdravotnictví a tělesné výchovy | Franz Spina    | 29. října 1932    | 14. února 1934 |
|                             | Nestraničtí ministři                                    | Ministr vnitra                                    | Jan Černý      | 29. října 1932    | 14. února 1934 |
| Ministr financí             | Nestraničtí ministři                                    | Karel Trapl                                       | 29. října 1932 | 14. února 1934    |                |

### Změny ve vládě
- Zákonem z 12. července 1933 byl zrušen úřad ministra pro zásobování lidu